# Supporters du FC Nantes
Cet article présente les aspects liés aux supporters du FC Nantes.
 (juillet 2025).

## Affluences et abonnements

### Des débuts difficiles (1943-1964)
La faiblesse des affluences est très longtemps la preuve que les Canaris peinent à passionner le public local : les records d'affluence du stade de Malakoff sont généralement battus à l'occasion d'autres événements, comme des rencontres de coupe de France, en tant que terrain neutre (Sedan-Saint-Étienne le 8 avril 1956, 14 352 spectateurs) ; des matches de l'équipe de France (15 080 spectateurs contre l'Islande le 2 juin 1957, 8-0) ; ou le match des champions entre Reims et Monaco (6-2), le 1er juin 1960 (15 289 spectateurs). Les exceptions sont les record établis lors du match de la montée en première division, le 1er juin 1963 (16 959 spectateurs), et l'année suivante pour le premier titre, le 30 mai 1965 (20 092 spectateurs).
De fait, la moyenne saisonnière de spectateurs en championnat ne dépasse les 10 000 par match qu'après l'accession en première division, pendant la saison 1963-1964, et ne dépasse les 15 000 qu'à sept reprises avant le déménagement à la Beaujoire en 1984, malgré une capacité de 30 000 places. En comparant aux autres stades français, il faut cependant remarquer que le FCN est alors presque chaque année dans le trio de tête des fréquentations du championnat, derrière Marseille et alternativement derrière ou devant Saint-Étienne,.

### Une attraction grandissante (depuis les années 1990)
Malgré l'arrivée au stade de la Beaujoire, d'une capacité initiale de plus de 50 000 places, les affluences moyennes restent très basses et avoisinent même de nouveau les 10 000 par match au début des années 1990. Elles remontent à la faveur de meilleurs résultats, et en raison de l'augmentation constante de la fréquentation des stades en France à partir de la fin des années 1990. Depuis 2000 l'affluence moyenne dépasse ainsi les 30 000 spectateurs par match, hormis en 2007-2008 en raison de la relégation. La moyenne demeure à 22 771 spectateurs par match en Ligue 2, soit le double de la deuxième affluence (Le Havre), ce qui aurait constitué la huitième affluence de Ligue 1. Ce chiffre constitue la troisième affluence saisonnière de l'histoire de la deuxième division française, derrière Saint-Étienne en 1998-1999 et Lens en 2008-2009 (RC Lens : 29 842),. En revanche, l'affluence moyenne tombe à 24 137 spectateurs pour la saison 2008-2009, contre 30 159 en 2006-2007, indiquant une désaffection profonde du public à l'occasion d'une deuxième relégation en deux ans.
Le chiffre des abonnés a augmenté proportionnellement à l'affluence moyenne, parti de quatre à cinq mille au début des années 1990, et s'établissant ces dernières années à environ 18 000 par saison, après un pic de 22 000 après le dernier titre, en 2001-2002. Le chiffre s'est maintenu à 10 900 en Ligue 2, en 2007-2008.

## Ambiance

### Un public exigeant
Le public nantais, au stade Marcel-Saupin comme au stade de la Beaujoire, est réputé pour son caractère parfois difficile envers ses propres joueurs, mais aussi pour sa chaude ambiance, comme on pouvait le constater dans les années 1970 alors que le FC Nantes connaissait l'une de ses plus belles périodes de domination sportive : « le public de Nantes [...] laisse rarement déborder son enthousiasme. »
Le public nantais se fait cependant régulièrement remarquer pour ses sifflets envers ses propres joueurs, et ce même dans les saisons de succès : le public ne pardonne à son équipe aucune faiblesse ni facilité. Cette attitude touche notamment certains boucs émissaires, souvent injustement visés : Jean-Claude Suaudeau à la fin de sa carrière, en tant que capitaine, et jugé vieillissant ; Henri Michel en ses débuts, au talent évident mais auquel on reproche son « apparente facilité. » Omar Sahnoun est quant à lui longtemps conspué pour des raisons comparables, un talent vu comme trop facile, mais aussi par pur racisme envers ce fils de harki ; son apport à l'équipe, notamment pour le titre de 1977, finit par retourner le public en sa faveur. Plus récemment, les joueurs victimes de tels comportements sont notamment Hassan Ahamada, auquel il a été reproché d'être le gendre de l'entraîneur de l'époque Loïc Amisse, comme Wilfried Dalmat, en tant que frère de l'ex-marseillais et parisien Stéphane Dalmat, ou comme les recrues Christian Wilhelmsson, Fabien Barthez ou Ivan Klasnic très vite pris à partie pour leurs résultats jugés trop faibles.
Un comportement qui répond également à une exigence : « Le public nantais entend montrer qu'il n'est pas idiot. Le spectacle qui lui est présenté lui déplaît, il le fait savoir véhémentement. [...] La réaction est plutôt saine. [...] Leur attitude [aux supporters] force les joueurs à soigner la manière et tient donc un rôle dans la sauvegarde du style nantais. Ils sont moins bêtes et chauvins que dans de nombreux autres stades. » Une attitude qui a pour contrepartie le manque de soutien regretté lorsque l'équipe en a besoin.
Les matches à haut enjeu sont cependant souvent d'une très forte intensité, comme lors des matches décisifs pour les titres (envahissements de pelouse après le coup de sifflet final en 1965, 1973, 1995, 2001) ou contre la relégation (déplacement de 2 000 supporters au Havre en 2000, envahissement de pelouse après coup de sifflet en 2005), ou les rencontres de coupe d'Europe (contre Arsenal en 1999, ou Manchester United en 2002), ou la montée en ligue 1 (Sedan en 2013). À l'inverse le championnat de 1980, par exemple, est remporté dans une ambiance mitigée après le match du titre, le 27 mai (Nantes-Laval, 4-1).

### Tensions et désaffection du fait des mauvais résultats
Depuis que le club connaît des heures difficiles, l'ambiance est devenue parfois tendue au stade, avec des chants et des banderoles insultants pour les dirigeants du club, et des actes de violence et de dégradation. Ces tensions se manifestent plus particulièrement lorsque le FC Nantes flirte avec la descente en 2005, puis à l'occasion de la relégation de 2007, et à l'occasion de la seconde relégation en 2009. Les supporters manifestent leur colère régulièrement au centre d'entraînement, où des débordements sont notés,. En 2009, lors de la dernière rencontre, face à Auxerre (2-1), ces problèmes se révèlent particulièrement avec une grève d'un quart d'heure de la Brigade Loire, des jets de tracts et de cartes d'abonnements et des actes de saccage, pour un bilan de sept interpellations.
Surtout, le stade connaît une chute d'affluence. Alors que l'on notait déjà des affluences plus faibles pour certains matches depuis plusieurs années, le nombre de spectateurs descendant par exemple à 25 087 pour celle de Strasbourg en 2005 ou 24 741 pour la venue de Valenciennes en 2007, l'affluence moyenne tombe à 24 137 spectateurs pour la saison 2008-2009, contre 30 159 en 2006-2007. Afin de montrer sa désaffection, la Brigade Loire entame au printemps 2009 une campagne de désabonnement, affirmant « Puisqu'une discussion constructive est impossible, frappons là où ça fait mal... au portefeuille! ».

### Réveil du public nantais
L'ambiance du stade nantais prend une nouvelle dimension lors de la saison 2013/2014 grâce à un renouveau générationnel important du public, et notamment de celui de la tribune Loire (le kop du stade). Le kop nantais, dans lequel les ultras de la Brigade Loire sont situés, est beaucoup plus actif vocalement et visuellement que par le passé, et se montre d'un soutien sans faille à l'équipe, quel que soit le résultat. Un certain nombre d'observateurs[Qui ?] décrivent même cette année-là l'ambiance de la Beaujoire comme l'une des meilleures de France, si ce n'est la meilleure. Le reste du stade est également plus actif, et suit par instant les animations lancées par le kop (chose inédite à Nantes). Le virage opposé, la tribune Erdre, est moins actif que le kop du stade, mais connait lui aussi un renouveau. Il reprend plusieurs fois par match les chants du kop, et manifeste davantage son soutien à l'équipe.
Cette ferveur en tribune Loire se poursuit la saison suivante, en dépit de résultats moyens et d'un jeu médiocre. Elle est la seule tribune à se remplir quasiment à chaque match (15 guichets fermés sur 19 rencontres).
La troisième et ultime saison de l'ère Der Zakarian confirme la tendance. La Tribune Loire est la tribune la plus attractive du stade, et demeure l'une des plus belles de France. Le point culminant sera atteint lors du match face à Marseille le 1er novembre 2015, à l'occasion des 30 ans de supportérisme actif en Tribune Loire. Une série de tifos sont déployés à l'entrée des joueurs, et un craquage massif de torches a lieu à la mi-temps.
Cependant, le jeu peu spectaculaire du FC Nantes, et son incapacité chronique à marquer des buts (19e attaque) engendre un léger déclin de l'ambiance au fil de la saison.
L'affluence du stade est, quant à elle, en baisse constante depuis 2013. 28 169 en 2013/2014, 25 985 en 2014/2015, et enfin 25 226 en 2015/2016. Dans le même temps, les prix des places à la Beaujoire suivent une trajectoire opposée, alors que le spectacle reste relativement pauvre sur le terrain. Le club n'enregistre aucun match à guichet fermé lors de la saison 2015/2016. La meilleure affluence est lors du derby face à Angers (32 611) le 13 mars 2016.
Depuis la crise du covid, la moyenne reste constante avec à peu près 30 000 supporteurs en moyennes.

## Groupes de supporters

### Origines
Comme beaucoup de clubs de football professionnel, le FC Nantes dispose de groupes de supporters, la plupart organisés sous forme associative. En 1946 est fondé « Allez Nantes », qui demeure longtemps le seul club de supporters, proche de la direction. « Les Canaris » est fondé en 1972 et se structure par sections parrainées par les joueurs, dans les quartiers de la ville et dans les localités voisines. Les deux clubs fusionnent en 1976 sous le nom « Allez Nantes Canaris ». Cette structure, qui soutient l'équipe depuis le virage Erdre, demeure proche de la direction du FCN et fournit notamment ses stadiers. ANC revendique 500 adhérents, et côtoie les « Canaris Sud 44 » (120 adhérents) et « Allez Nantes Nord 44 » (150 adhérents).
Le Club des Supporters Parisiens du Football Club de Nantes (CSPFCN), créé en octobre 1972 est le premier club de supporters du FC Nantes sur Paris et un des plus anciens au niveau national. Ce groupe qui va encourager le FC Nantes à La Beaujoire, mais également pour certains matches à l'extérieur, a la particularité d'avoir également une activité sportive avec son équipe de football qui dispute depuis plus de 30 ans le Championnat des Supporters organisé par la Ligue Parisienne d'Ile de France de Football (LPIFF). Il entretient des rapports cordiaux avec le Président Waldemar Kita qu'il soutient dans son action et sa politique.

### Déménagement à La Beaujoire
L'arrivée à la Beaujoire en 1984, dans un stade souvent à moitié vide, est difficile sur le plan de l'ambiance. La tribune Loire devient la tribune des plus fervents supporters à partir de 1985, quand est fondé la « Loire Side ». Celle-ci est dissoute en 1990 pour violences alors que les chiffres d'affluence baissent considérablement. Dans les années 1990, la tribune Loire est animée par les « Young Boys », mais aussi des groupes plus violents comme les « Yellow Power » et surtout les « Urban Service » qui se réclament du mouvement hooligan,. Ces mouvements disparaissent après quelques années.
La « Brigade Loire » apparaît en tribune Loire en 1998-1999, avec pour référence le mouvement ultra. Elle anime depuis la tribune Loire et revendique 300 adhérents, et est épaulée par le groupe « Yellow Flight » en tribunes Loire et Océane (185 membres revendiqués). Le groupe « L'Esprit canari », créé par des supporters de région parisienne en 2002, et installé en tribune Loire, est surtout actif pour les déplacements et revendique 80 adhérents,.
Enfin, la tribune Erdre accueille également les « Magic Canaris » depuis 2005 afin de mieux animer ce virage dans l'esprit ultra, et qui revendiquent 40 adhérents. Le groupe se dissout en mai 2013.
Au début de la saison 2013-2014, à la suite de la dissolution des MC un nouveau groupe prend forme en tribune Erdre le "Kop Erdre" qui organise plusieurs animations et chants, dissout en 2015.
En Septembre 2013 une nouvelle association de supporters voit le jour : Activ Nantes Supports (A.N.S.).
En Juillet 2022, après avoir passé 7 ans en tant que groupe indépendant, les Ch'tis Canaris deviennent officiellement une association de supporters reconnue par le FC Nantes. Ce groupe a pour but de rassembler les supporters Nantais expatriés dans les Hauts-De-France autour d'activités et déplacements liés au club.

### Groupes actuels
(février 2017).
On compte aujourd'hui[Quand ?] une vingtaine de groupes de supporters, selon le FC Nantes :
- Brigade Loire (environ 300 membres et 550 sympathisants) [réf. nécessaire]
- Allez Nantes Canaris (500 membres en 2021)
- Activ Nantes Supports (fondée en septembre 2013 : 550 adhérents en 2022)
- Esprit Canari (80)
- Naonedis Da Viken (25)
- Canaris Sud 44 (120)
- Siranac Club 44 (99)
- Corsaires Vendéens (52)
- Les Rolling Stars (42)
- Les Ch'tis Canaris (120)
- Foot Passion (?)
- Canaris Retz
- Kop Naoned [réf. nécessaire]
- Green Yellow Ouest (51)
- Nao'Hed (52) (FC Nantes Féminin)

La plupart de ces groupes ont disparu ou sont devenus inactifs à la suite des années de purgatoire en Ligue 2.
 Autres groupes non-répertoriés par le FCN :
- Club des Supporters Parisiens du Football Club de Nantes (42)[50]

## Hymnes et chants

### Chants dédiés aux FC Nantes
Le FCN se dote en 1977 d'un hymne officiel : « Allez les Canaris ! », resté très populaire et repris depuis la saison 2008-2009.
Deux autres hymnes à l'accompagnement celtique ont été adoptés depuis. L'« Hymne à la Beaujoire » (ou « Allez Nantais »), chanté avant les rencontres à domicile, ainsi qu'un hymne présenté au début de la saison 2000-2001, « Au cœur du stade ». Ce dernier, plus lent et solennel, est calqué sur les hymnes britanniques. Il est prévu pour supplanter le précédent, ce qui n'est finalement pas le cas en raison des réclamations du public.
Le groupe nantais Elmer Food Beat compose également une chanson pour le FCNA, jouée avant les matches au début des années 1990, « Du rififi dans la surface ».
Le choix de l'hymne est aujourd'hui encore un sujet qui intéresse les supporters, tout comme le choix de la musique d'entrée des joueurs. Beaucoup de supporters du FC Nantes ont frissonné pendant des années avec le célèbre morceau "Music Was My First Love" de John Miles. Durant la période difficile de la Ligue 2 le FC Nantes a perdu quelques symboles comme sa musique d'entrée. Plusieurs se sont succédé (dont le "Are You Gonna Go My Way" de Lenny Kravitz) sans qu'elles ravissent la plus grande majorité des supporters.
Lors de la saison 2013-2014, le FC Nantes connaîtra même en championnat 3 musiques d'entrée différentes : Blowin Money Fast (Rick Ross), Work Hard Play Hard (Wiz Khalifa), et Highway To Hell (AC/DC). Cette dernière est le choix actuellement conservé par la direction qui a voulu redonner une entrée "Rock'N'Roll" après un passage "Rap US" peu satisfaisant. Depuis la saison 2017-2018, c'est la bande originale du film Requiem for a Dream qui est lancée à l'entrée des joueurs.
Les supporters continuent de se mobiliser pour qu'un vote soit mis en place par le club pour qu'ils puissent choisir la chanson d'entrée des joueurs. Cette initiative a été menée par le club des Girondins de Bordeaux.

### Chants de supporters
Les chants de supporters nantais sont en dehors de la tribune Loire relativement classiques, voire répétitifs : « Allez les jaunes » sur l'air des lampions, « Qui ne saute pas... », etc.
En revanche, la Brigade Loire anime vocalement avec un grand nombre de chants la tribune Loire. Leur répertoire (plutôt ancien) se trouve notamment sur leur site.
Depuis la disparition du nantais Emiliano Sala dans un accident d’avion le 21 janvier 2019, les supporters se voient créer un nouveau chant au l’honneur de l’Argentin, aujourd’hui repris en cœur par tout le stade lors de chaque rencontre.

## Relation avec les autres clubs
Les principales rivalités ressenties par le public nantais sont historiquement liées, soit à une rivalité régionale, soit à une rivalité sportive.

### Rivalités régionales
Les « derbies » les plus marquants ont ainsi opposé le FCN au SCO Angers, notamment pendant les années communes en deuxième division (avant la montée du SCO Angers en 1956) puis en première division (montée de Nantes en 1963, relégation d'Angers en 1968) et enfin depuis la remontée d'Angers en 2015 ; et aux Girondins de Bordeaux (« derby de l'Atlantique »), qui comptait de nombreux supporters à Nantes même. Le « derby breton » avec le Stade rennais est quant à lui un enjeu bien plus récent, notamment en raison d'un enjeu sportif souvent assez faible pour les Canaris. On peut d'ailleurs noter que les supporters des deux clubs sont très proches dans les années 1960-1970, entendant représenter l'Ouest dans le football français. Les Rennais brandissent notamment une banderole « Rennes la coupe, Nantes le championnat » en 1965, les deux clubs se partageant les deux principaux titres nationaux.

### Rivalités nationales
La principale rivalité sportive nantaise est celle contre les Verts de Saint-Étienne : les deux clubs se partagent quinze des vingt championnats joués entre 1963-1964 et 1982-1983. La rencontre entre les deux clubs, parfois surnommée « derby de la Loire » (entre la source et l'estuaire) est souvent le sommet de la saison, qui passionne particulièrement le public notamment dans les années 1970. En 1973, Didier Couécou, double buteur en demi-finale de coupe de France, regagne les vestiaires à genoux sous une haie d'honneur des supporters, et les exemples sont nombreux. Les rivalités sportives des années 1980 raniment le « derby de l'Atlantique », mais créent certaines tensions envers Marseille ou le PSG. La retombée sportive du FCN, atténuant les enjeux, a éteint ce type de rivalités.
Les supporters nantais savent aussi mettre leurs rivalités de côté pour faire place à des actes de soutiens et de solidarité envers d'autres clubs de supporters comme lors de la marche silencieuse en l'honneur de Julien Quemener, tué par les forces de l'ordre à la suite du match PSG – Hapoël Tel-Aviv.

## Violences
Le public nantais n'est pas réputé pour de nombreuses actes violents. On peut toutefois mentionner que le 6 octobre 1957, une pierre jetée vers l'arbitre de Nantes-Bordeaux (1-0), M. Mondon, entraîne la pose de grillages autour de la pelouse du stade Marcel-Saupin. Ceux-ci ne disparaissent pas et ce n'est qu'en 1998 qu'ils sont retirés à l'occasion de la coupe du monde. Le rétablissement des grillages est empêché par la mairie, ce que le club finit par accepter.
Les actes violents recensés sont pour la plupart le fait de mouvements marginaux, comme des rixes et vols de banderoles impliquant les « Urban Service » dans les années 1990. Ces derniers se réclament de mouvements hooligans, participent des mouvances skinhead, et sont les auteurs de nombreuses violences. Les efforts du FCNA à l'encontre de ces agissements ont été nombreux : dissolution des groupuscules violents, mais aussi isolement en tribunes séparées, constitution comme partie civile lors de jugements ou pression pour un durcissement de la politique française envers ces comportements.
Prenant le prétexte des mauvais résultats sportifs une résurgence d'actes criminels a été constatée ces dernières années : vandalismes et stadiers blessés (dont une femme perd un œil) en 2005 à Sochaux, ou encore dégradations à la Jonelière et actes de violence divers (contre des supporters adverses ou des forces de l'ordre) à l'occasion de réceptions (Saint-Étienne, Toulouse) et de déplacements (Le Havre) en 2008.

## Supporters célèbres
Parmi les supporters les plus connus, on peut retenir la voix anonyme (en fait, un certain Michel Birgand) qui s'élève des populaires et résonne dans tout le stade Saupin dans les années 1960, pour réclamer à Philippe Gondet : « Gondet, ton but ! »,. Ou encore « la Bouillotte », brocanteur et assidu des rencontres. Ou bien Paul Brohant, directeur d'école à la retraite devenu ami des joueurs dans les années 1960-1970, qui pose sur certaines photos de l'équipe, et dont la longue barbe blanche est caressée par les joueurs comme porte-bonheur avant les matches.
On compte par ailleurs certaines célébrités parmi les supporters nantais, dont voici quelques-uns :
- Pascal Praud
- François Bégaudeau
- Claude Sérillon
- Éric Brunet
- Édouard Roger-Vasselin[70]
- Bruce Grannec
- Stéphane Taponier
- Jerome Pineau
- Ahmed Sylla
- Ciryl Gane
- Fabien Lévêque
- Didier Deschamps
- Pierre de Villiers[71]
- Philippe de Villiers[72]
- Benjamin Dutreux[73]